# Franco Modigliani
Franco Modigliani (ur. 18 czerwca 1918 w Rzymie, zm. 25 września 2003 w Cambridge w stanie Massachusetts) – amerykański ekonomista pochodzenia włoskiego, którego dorobek naukowy został uhonorowany Nagrodą Banku Szwecji im. Alfreda Nobla w dziedzinie ekonomii w 1985 roku.

## Życiorys
Modigliani urodził się w 1918 roku w Rzymie w rodzinie żydowskiej. Jego ojciec – Enrico Modigliani był lekarzem pediatrą a matka Olga Flaschel udzielała się społecznie. Rodzina Franco Modiglianiego nie była spokrewniona z Amedeo Modiglianim.
Śmierć ojca w 1932 roku była traumatycznym przeżyciem dla trzynastoletniego Franco, który opuścił się w wynikach szkolnych. Przeniesienie do renomowanej szkoły Liceo Visconti zaowocowało złożeniem egzaminu maturalnego i egzaminów wstępnych na Uniwersytet Rzymski dwa lata przed czasem – w wieku 17 lat.
Pod naciskami rodziny młody Modigliani miał pójść w ślady ojca i zapisać się na studia medyczne. Jednak nadwrażliwość na widok krwi i cierpienie ludzkie skłoniły Modiglianiego do podjęcia studiów prawniczych Podczas studiów przetłumaczył na włoski kilka niemieckich artykułów z zakresu ekonomii i po ogłoszeniu przez organizację studencką (I Littoriali della Coltura) ogólnonarodowego konkursu na pracę na temat regulacji cen przystąpił do rywalizacji. Zgłoszony przez niego artykuł zwyciężył, a jury zachęciło go do dalszych studiów ekonomicznych. Modigliani zaczął się interesować gospodarką, jednak jak sam stwierdził w ogarniętych wówczas faszyzmem Włoszech „nauczanie ekonomii było żałosne” i studia angielskich oraz włoskich klasyków ekonomii przeprowadził we własnym zakresie.
Na krótko przed wybuchem wojny w 1939 roku uciekł z faszystowskich Włoch, z uwagi na pochodzenie i przekonania antyfaszystowskie. Po niedługim pobycie we Francji na zaproszenie przyszłego teścia Giulio Calabiego, gdzie w maju 1939 roku wziął ślub z Sereną Calabi, wrócił do Rzymu, by obronić dysertację i odebrać tytuł doktora praw na Uniwersytecie Rzymskim. Następnie wraz z żoną wyjechał do Stanów Zjednoczonych. Tam podjął studia doktoranckie w New School for Social Research w Nowym Jorku – szkoła skupiała wielu intelektualistów, którzy opuścili Europę w latach 30. i 40. XX wieku. W Szkole Modigliani zetknął się z ekonomistą Jacobem Marschakiem, który wykładał tam teorię makroekonomii i stał się mentorem Modiglianiego. Marschak nie tylko pomógł Modiglianiemu zdobyć solidne podstawy z ekonomii, ekonometrii i matematyki, lecz także uczulił na wzajemne przenikanie się analizy teoretycznej i empirycznej – teorie powinny być testowane, a badania empiryczne prowadzone na bazie teorii.
W latach 1942–1944 Modigliani wykładał ekonomię i statystykę w Bard College na Columbia University w Nowym Jorku. W 1944 zdobył stopień doktorski i następnie przez wiele lat pracował jako wykładowca w New School for Social Research – najpierw w latach 1943–1944 jako asystent (lecturer) a następnie jako adiunkt (assistant professor) (1946–1948). W okresie tym prowadził studia nad zagadnieniem oszczędności w gospodarce – owocem jego ówczesnej pracy była hipoteza Duesenberry’ego-Modiglianiego (Duesenberry-Modigliani hypothesis) − oraz odrzucił ofertę pracy na Harvard University, zniechęcony przez dziekana tamtejszego wydziału ekonomicznego. W latach 1949–1952 Modigliani wykładał ekonomię na stanowym Uniwersytecie Illinois. W latach 1952–1960 pracował w Carnegie Institute of Technology a następnie na Northwestern University (1960–1962). W 1962 roku został profesorem ekonomii i finansów w Massachusetts Institute of Technology, z którym był związany aż do śmierci w 2003 roku. Zajęcia prowadził do 1988 roku, kiedy to przeszedł na emeryturę.
W latach 1964–1970 sprawował funkcję doradcy sekretarza skarbu Stanów Zjednoczonych, a od połowy lat 60. XX wieku doradzał także zarządowi Systemu Rezerwy Federalnej.
W 1946 roku Modigliani otrzymał obywatelstwo Stanów Zjednoczonych.

## Poglądy na gospodarkę i działalność naukowa
Modigliani w swoim podejściu do ekonomii reprezentował szkołę wywodzącą się od Keynesa – sam uważał się za keynesistę. Modigliani miał często podkreślać, że: 

gospodarka rynkowa wymaga stabilizowania, może być stabilizowana, i dlatego też powinna być stabilizowana poprzez odpowiednią politykę monetarną i fiskalną.

Dorobek naukowy Modiglianiego obejmuje prace nad zagadnieniami z kręgu konsumpcji (hipoteza cyklu życia, ang. Life Cycle Hypothesis, LCH), ogólnej równowagi rynku finansowego, podaży pieniądza, procentu i kredytu oraz nową interpretację modelu Keynesa.
W 1985 za pionierskie analizy oszczędności i rynków finansowych w krajach kapitalistycznych Franco Modigliani otrzymał Nagrodę Banku Szwecji im. Alfreda Nobla w dziedzinie ekonomii. Jest współautorem, wspólnie z innym noblistą Mertonem Millerem, twierdzenia znanego obecnie jako twierdzenie Modiglianiego-Millera.
Modigliani był także doktorem honoris causa uniwersytetów w Chicago, Leuven i Bergamo. W 1962 roku pełnił funkcję prezesa Towarzystwa Ekonometrycznego, a w 1976 roku – prezesa Amerykańskiego Towarzystwa Ekonomicznego. Był również honorowym prezesem Międzynarodowego Stowarzyszenia Ekonomicznego oraz członkiem Narodowej Akademii Nauk i Amerykańskiej Akademii Sztuk i Nauk.

### Interpretacja modelu Keynesa
Bazując na swojej pracy doktorskiej, Modigliani opublikował w 1944 roku artykuł prezentujący jego własną interpretację modelu Keynesa. Argumentował, że założenie o sztywności płac (nominalnych) jest warunkiem koniecznym dla istnienia równowagi z bezrobociem przymusowym (underemployment). Stąd, wyłączając przypadki pułapki płynności, polityka stabilizacyjna państwa powinna opierać się na polityce monetarnej a nie fiskalnej. Poza pracą teoretyczną, Modigliani zajmował się również badaniami empirycznymi – testując własne teorie. W połowie lat 60. XX wieku wraz z Albertem Ando z University of Pennsylvania stworzył dla amerykańskiego Systemu Rezerwy Federalnej model gospodarki USA (Federal Reserve-MIT-University of Pennsylvania – FMP model).

### Hipoteza cyklu życia
Podczas pracy na Uniwersytecie Illinois Modigliani poznał młodego studenta Richarda Brumberga wraz z którym opracował podstawy hipotezy cyklu życia. Brumberg zmarł przedwcześnie wskutek guza mózgu wkrótce po opublikowaniu ich wspólnego artykułu w 1954 roku. Dalsze prace nad hipotezą Modigliani prowadził sam, publikując rezultaty w kolejnych latach (1963, 1966).
Hipoteza Modiglianiego i Brumberga opiera się na założeniu, że racjonalni ludzie planują swoją konsumpcję w kategoriach całego życia, biorąc pod uwagę nie tylko jej użyteczność bieżącą, lecz także przyszłą i starają się utrzymać stały jej poziom – stały standard życia, niezależnie od dochodów uzyskiwanych w różnych okresach życia. W okresach wysokich dochodów oszczędzają po to, by utrzymać stały standard życia w okresach niższych dochodów i po przejściu na emeryturę.

### Twierdzenie Modiglianiego-Millera
W 1958 roku Modigliani wraz z Mertonem Millerem opublikowali wspólny artykuł, w którym ukazali, że wartość przedsiębiorstwa jest niezależna od sposobu jego finansowania czy też jego struktury kapitałowej (relacji długu do kapitału własnego). Zauważyli również, że inwestorzy trzymają duże pakiety aktywów o różnym stopniu ryzyka i rosnące ryzyko związane z inwestycjami w przedsiębiorstwa finansujące się z kredytów (zadłużających się) mogą kompensować poprzez zwiększenie zaangażowania w inwestycje o niskim ryzyku – depozyty bankowe czy obligacje skarbowe.

### Prace
Lista prac podana za Vanem:
- Franco Modigliani. Liquidity Preference and the Theory of Interest and Money. „Econometrica”. 12, s. 45–88, January. (ang.).
- Franco Modigliani, Richard Brumberg: Utility Analysis and the Consumption Function: An interpretation of Cross-Section Data. W: Kenneth Kurihara: Post-Keynesian Economics. Wyd. Rutgers University Press. New Brunswick: 1954, s. 388–436.
- Franco Modigliani, Merton Miller. The Cost of Capital, Corporation Finance, and the Theory of Investment. „American Economic Review”. 48 (June), s. 261–297, 1958.
- F. Modigliani, C.C. Holt, J. Muth, H.A. Simon: Planning Production, Inventories and Work Froces. NJ:PRentice-Hall: Englewood Cliffs, 1960. Brak numerów stron w książce
- Franco Modigliani, Merton Miller. Dividend Policy, Growth and the Valuation of Shares. „Journal of Business”. 34 (October), s. 411–433, 1961.
- Franco Modigliani. The Monetary Mechanism and Its Interaction with Real Phenomena. „Journal of Economics and Statistics”. 45 (February), s. 79–107, 1963.
- Franco Modigliani, Albert Ando. The Life Cycle Hypothesis of Saving: Aggregate Implications and Tests. „American Economic Review”. 53 (March), s. 55–84, 1963.
- Franco Modigliani. The Monetarist Controversy, or Should We Foresake Stabilization Policies?. „American Economic Review”. 67 (March), s. 1–19, 1977.
- Franco Modigliani, Richard Brumberg: Utility Analysis and Aggregate Consumption Functions: An Attempt at Integration. W: A. Abel: The Collected Papers of Franco Modigliani. T. 2. Cambridge MA: MIT Press. Brak numerów stron w książce
- A. Abel: The Collected Papers of Franco Modigliani Vol. 1 Essays in Macroeconomics; Vol. 2 Life Cycle Hypothesis of Saving; Vol. 3  The Theory of Finance and Other Essays. Cambridge MA: MIT Press. Brak numerów stron w książce
- Franco Modigliani: The Debate Over Stabilization Policy. Cambridge: Cambridge University Press, 1988. Brak numerów stron w książce
- S. Johnson: The Collected Papers of Franco Modigliani Vol. 4 Monetary and Stabilization Policies, Vol. 5 Savings, Deficits, Inflation and Financial Theory. Cambridge MA: MIT Press. Brak numerów stron w książce